# ДШКТ
Дегтярёва-Шпагина крупнокалиберный, танковый (сокр. ДШКТ или ДШКМТ; индекс ГРАУ — 56-П-542М) — модифицированный вариант одноимённого пехотного пулемёта для вооружения бронетехники.

## История
ДШКТ устанавливали для того, чтобы защитить танки от пехоты: в ходе штурмов немецких городов "панцерфаустники" заседали  на верхних этажах зданий, а ДШКТ, установленный к примеру, на ИС-2, позволял расправиться с ними, не поворачивая башню, наводя спаренный пулемëт.
ДШКТ также отлично подходил для защиты от авиации: он имел большой калибр, позволяя в удачных случаях если не сбить, то серьëзно повредить самолёт противника. 

## Тактико-технические характеристики
- Калибр — 12,7 мм
- Вес пулемёта — 36 кг
- Скорострельность (практическая) — 125 выстр. в мин.
- Возимый боекомплект — 250 патронов (5 лент)

## Носители
Ниже представлен список образцов бронетехники (включая опытные образцы и проекты), позволяющей установку ДШКТ/ДШКМТ:
Автомобили повышенной проходимости и бронеавтомобили
- AT105
- Б-3
- БА-64
- ИЗ
- ЛБ
- ЛБ-62
- Спартан
- HMMWV
- VAMTAC

Бронемашины
- БРЭМ-3
- БТС-2
- МТУ

Бронетранспортёры
- БТР-60
- Тип 63

Самоходные артиллерийские установки
- АСУ-85
- ИСУ-122
- ИСУ-122С
- ИСУ-152
- ИСУ-152 обр. 1945
- СУ-100
- СУ-101
- Тип 83

Танки
- ИС-2
- ИС-3
- ИС-4
- ИС-6
- КВ-122
- НИ-1
- Объект 266
- ОТ-54
- СМК
- СТ-1
- Т-10
- Т-30
- Т-54
- Т-55
- Т-60-З
- Т-62
- Т-70-З
- Т-72УА
- Т-84
- Т-90
- Тип 59
- TR-85
- TR-85M1
- TR-125
- ХТЗ-16

Под установку пулемёта могут быть переоборудованы фабрично-заводским или кустарным способом башни других единиц бронетехники, включая импровизированные боевые машины.

## Операторы
Следующие государства эксплуатировали ДШКТ в разное время:
Лицензионное и нелицензионное производство пулемёта было налажено следующими странами:
- Социалистическая Республика Румыния — производство точной копии под названием DȘK на Куджирском механическом заводе